# CIBJO
Die Internationale Vereinigung Schmuck, Silberwaren, Diamanten, Perlen und Steine, kurz CIBJO (aus dem französischen: Confédération International de la Bijouterie, Joaillerie, Orfèvrerie des Diamantes, Perles et Pierres oder auch World Jewelry Confederation genannt), ist eine internationale Handelsorganisation mit Sitz in Bern.
Vorrangiges Ziel dieser Organisation, die sich selbst als die „Vereinten Nationen der Schmuckbranche“ beschreibt, ist eine Vereinheitlichung und Harmonisierung der Deklarationsbestimmungen, welche in jährlichen Treffen aller Mitglieder festgelegt und durch das Comité exécutif ratifiziert werden. Als letzte Instanz der CIBJO tritt die Assemblée des délégués alle zwei Jahre zusammen.

## Geschichte
Die CIBJO ging 1961 aus der europäischen Organisation BIBOA, später BIBOAH (gegründet 1926), hervor. Delegierte aus zehn europäischen Ländern gaben der Organisation auf einer Versammlung in Pforzheim neue Statuten, um diese auf ein weltweites Betätigungsfeld auszudehnen.
2006 bestand die Organisation aus über zwanzig nationalen Dachverbänden und ist in vier unabhängige Gremien unterteilt, die sich mit der Herstellung und dem Großhandel von Schmuck- und Silberwaren, sowie dem Handel und der Bearbeitung von Diamanten, Edelsteinen, Perlen und dem Einzelhandel von Schmuckwaren befasst.
Nach eigenen Angaben ist die CIBJO die einzige Organisation im internationalen Diamanten-, Edelstein- und Schmucksektor, die einen offiziellen Beraterstatus beim Wirtschafts- und Sozialrat der Vereinten Nationen (ECOSOC) erhalten hat.